# Catedrala „Hristos Mântuitorul” din Moscova
Catedrala „Hristos Mântuitorul” (în rusă Храм Христа́ Спаси́теля, transliterat: Hram Hrista Spasitelea) este o catedrală ortodoxă din Moscova. După înălțimea ei, de 103 m, este cea mai înaltă biserică ortodoxă din lume. A fost construită în anul 1883 și se află amplasată la vest de Kremlin pe malul stâng al râului Moscova. Sub regimul stalinist a fost distrusă în anul 1931, fiind refăcută în anul 2000.

## Galerie de imagini

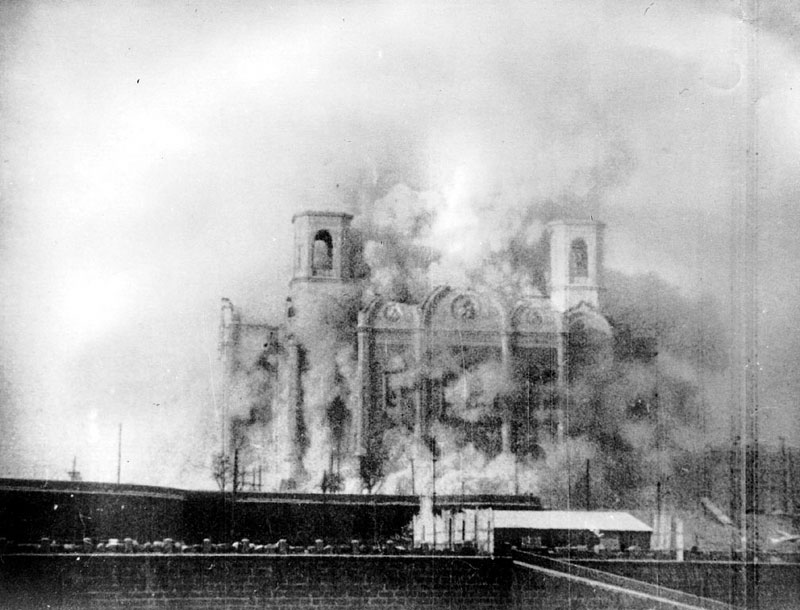
Dinamitarea bisericii în anul 1931